# El Jueves
El Jueves es una revista mensual de humor satírico español, editada en Barcelona desde 1977, y última superviviente del boom del cómic adulto en España. La publica el sello editorial homónimo y desde octubre de 2013 es la revista de humor más longeva de España, al superar los 1898 números de La Codorniz. Se publicó de forma semanal hasta enero de 2023.
Se dedica a la crítica de la actualidad y se ha visto implicada en diversos procesos judiciales y controversias. En la cabecera de sus portadas aparecen el subtítulo «La revista que sale los miércoles» y su símbolo, un bufón desnudo.

## Trayectoria editorial

### Inicios (1977)
El Jueves nació el 27 de mayo de 1977, durante la Transición española, con el subtítulo «la revista que sale los viernes», que cambiaría a partir de su número doce. Había sido creada por José Ilario y editada por Editorial Formentera, distinguiéndose de los otros semanarios humorísticos de la época por presentar un formato similar a la revista alemana Eulenspiegel-Zeitschrift con su bufón y a las revistas francesas Hara Kiri Hebdo y Charlie Hebdo y por su mayor proporción de historietas, que lo convertían (hasta cierto punto) en una versión de actualidad y para adultos del clásico Pulgarcito brugueril. Al poco, sin embargo, el costumbrismo fue perdiendo peso ante la sátira política, con lo que la revista se acercó más a El Papus. De esta forma, ambas revistas 

popularizaron un tipo de humor inhabitual basado en la crítica directa y mordaz, en la ruptura de una serie de viejos tabúes y, en algunos casos, en la utilización del lenguaje de la calle con gran escándalo de los sectores tradicionales y biempensantes.

A este respecto, fue secuestrado su número 7, titulado Lefebvre se cisma en El Papa. Durante esta primera etapa de la revista, que abarca sus primeros 26 números, aparecieron las siguientes series:
| Fecha                                        | Números                  | Título                                                           | Autoría                      | Procedencia |
| -------------------------------------------- | ------------------------ | ---------------------------------------------------------------- | ---------------------------- | ----------- |
| 27/05/1977-11/03/2015, 27/05/2017-actualidad | 1-1972, 2087-actualidad  | Martínez el Facha                                                | Kim                          | Nueva       |
| 27/05/1977-                                  | 1-5                      | Leopoldo, un oficinista que es el colmo                          | José Luis Martín             | Nueva       |
| 27/05/-17/06/1977                            | 1-4                      | Pepe Progre                                                      | Tom                          | Nueva       |
| 27/05/1977-                                  | 1-8, 10-25               | El padre Cirilo                                                  | Vives                        | Nueva       |
| 27/05/1977-                                  | 1-5, 8-10                | Don Tristán Vallejo y Riuet de la Internacional Industrial y tal | Romeu                        | Nueva       |
| 27/05/1977-                                  | 1-20, 22-23              | Betty                                                            | Romeu                        | Nueva       |
| 27/05/1977-                                  | 1-6                      | El funcionario neura/El funcionario loco                         | Don Ángel                    | Nueva       |
| 27/05/1977-                                  | 1-5                      | Rodolfo Valentín siempre va caliente                             | José Luis Martín             | Nueva       |
| 27/05/1977-                                  | 1-5                      | El bar de Paco                                                   | Tom                          | Nueva       |
| 27/05/1977-                                  | 1-                       | Las tierras del señorito                                         | Trallero d'A                 | Nueva       |
| 10/06/1977-                                  | 3-9                      | La gallina de la paz                                             | Bosch                        | Nueva       |
| 1/07/1977-                                   | 6-8, 10-11, 13-15, 19-20 | Nitka                                                            | Nitka                        | Nueva       |
| 1/07/1977-                                   | 6-10, 12, 15, 17         | Historias de ciencia-ficción                                     | José Luis Martín             | Nueva       |
| 8/07/1977-                                   | 7, 10-                   | La carrera de San Jerónimo                                       | Varios guionistas/Dino (Raf) | Nueva       |
| 22/07/1977-                                  | 9-17                     | La señora de Mariano Ultra                                       | Vives                        | Nueva       |
| 5/08/1977-                                   | 11, 13-14,19-            | Diario íntimo de...                                              | José Luis Martín             | Nueva       |
| 5/08/1977-                                   | 11-12, 14                | A la cama no te irás sin aprender algo más                       | Romeu                        | Nueva       |
| 30/09/1977-                                  | 19-20,22-                | Desinforme semanal                                               | Tom                          | Nueva       |
| 30/09/1977-                                  | 19-24                    | Historias/Aerofagias                                             | José Luis Martín             | Nueva       |
| 30/09/1977-                                  | 19, 21-23                | Nuestras dobles versiones                                        | Trallero d'A                 | Nueva       |
| 7/10/1977-                                   | 20-23                    | Nuevas aventuras de la "Liga de los sin bata"                    | Romeu                        | Nueva       |
| 4/11/1977-                                   | 24-                      | Los hijos de su madre                                            | Romeu                        | Por Favor   |
| 11/11/1977                                   | 25-                      | La historia sagrada contada a los niños                          | Ivá                          | Nueva       |
| 11/11/1977-                                  | 25-                      | El Señor esté con nosotros/El Dios                               | J. L. Martín                 | Por Favor   |

### Grupo Zeta (1977-1982)
En octubre de 1977, fue adquirida por el Grupo Zeta y el diseño mejoró, con portada y contraportada a color. Se incluyó una fotonovela a semejanza de la Papunovela, amén de otras series:
| Fecha        | Números | Título                                       | Autoría                      | Procedencia |
| ------------ | ------- | -------------------------------------------- | ---------------------------- | ----------- |
| 11/1977-2010 | 29-     | El profesor Cojonciano                       | Óscar                        | Nueva       |
|              |         | Tomterías                                    | Tom                          | Nueva       |
| 1978         |         | Telepolleces/Historias indecentes de la tele | Ventura & Nieto              | Nueva       |
| 1978         |         | Miguelito                                    | Romeu                        | Nueva       |
| 1978         |         | Sam Balluga                                  | Andreu Martín/Mariel         |             |
| 1978         |         | Quico, el progre                             | J. L. Martín                 |             |
| 01/1979      | 88-     | Grouñidos en el desierto                     | Ventura & Nieto              | Nueva       |
| 1979         |         | La Moncloaca                                 | Martínmorales                |             |
|              |         | Sturmtruppen                                 | Franco Bonvicini             | Italiana    |
|              |         | En el año 3001                               | Kalondi                      | Argentina   |
|              |         | En las rocas                                 | Romeu                        | Nueva       |
|              |         | Tribunal popular contra...                   | Trallero d'A                 | Nueva       |
| 1980         |         | Harponazos                                   | Ventura & Nieto              | Nueva       |
| 10/1980-2011 | 178-    | Contactos/Mamen                              | Manuel Barceló/Martín/Mariel | Nueva       |
| 02/1981-     | 195-    | Historias Fermosas                           | Fer                          | Nueva       |
| 1981         |         | Ciclo XXI                                    | T.P. Bigart/Tha              |             |

La catedrática Francisca Lladó, tras consultar los datos de la Biblioteca Nacional, ha resaltado el incremento de lectores del que gozó entre los meses de agosto de 1979 y de 1980, pues pasó de vender 66 212 a 106 000 ejemplares, estabilizándose entonces.

### Un sello propio (1982-1985)
En 1982, Gin, José Luis Martín y Óscar compraron la revista y comenzaron a editarla bajo el sello Ediciones El Jueves, S. A. Buscaban ganar lectores más jóvenes sin perder los antiguos, lanzando series como
| Años        | Números | Título                            | Autoría                                  | Procedencia |
| ----------- | ------- | --------------------------------- | ---------------------------------------- | ----------- |
| 1982-       | 276-    | Puticlub                          | Fer                                      |             |
| 1982        |         | Qué gente!                        | T.P. Bigart/Tha                          |             |
| 08/1983-    | 321-    | Johnny Roqueta                    | Joan Tharrats/Alfons López/Rafael Vaquer | Cul-de-Sac  |
| 1983        |         | Orgasmos cotidianos               | Alfonso López                            |             |
|             |         | Acción directa                    | Joan Aliú/López                          |             |
|             |         | El Sebas, dibujante historietista | Manel Ferrer                             |             |
| 1984        |         | El miércoles, mercado             | T.P. Bigart/Sirvent/Paco Mir/Tha         |             |
| 10/10/1984- | 385-    | Pedro Pico y Pico Vena            | Carlos Azagra                            |             |
| 31/10/1984  | 388-    | La danza macabra                  | Lluïsot                                  | Nueva       |

### Consolidación (1986-1993)
Tras la crisis del cómic de mediados de los 80, El Jueves aparecía, para teóricos como Jesús Cuadrado como "un ejemplo de publicación tan personal como aislada, tan libre como repetitiva". Su tirada media, en cualquier caso, pasó en estos años de 47 000 ejemplares en 1986, a 66 000 en 1988, 119 500 en 1989 y 150 000 en 1990 y alcanzó su récord en los 201 700 ejemplares del número 785, publicado en 1992. A requerimiento de Gin, se incorporaron algunos autores nuevos, como Miguelanxo Prado, Antoni Garcés, Pasqual Ferry y Das Pastoras, todos ellos surgidos del mítico fanzine Zero Comics, o el caricaturista Joan Vizcarra. Las series más emblemáticas fueron las de Ivá:
| Años             | Números | Título                    | Autoría                                   | Procedencia     |
| ---------------- | ------- | ------------------------- | ----------------------------------------- | --------------- |
| 21/05/1986-1993  | 469-    | Historias de la puta mili | Ivà                                       |                 |
| 21/05/1986-1993  | 469-    | Makinavaja                | Ivà                                       |                 |
| 1986-1987-       |         | Quotidiania delirante     | Miguelanxo Prado                          |                 |
| 1989-1992        |         | Paco el ministro          | Alfonso López                             |                 |
| 1990             |         | Carne de siquiatra        | Lluïsot                                   |                 |
| 1990             |         | Channel 5                 | Francisco Pérez Navarro/Sempere           | Nueva           |
| 1990             |         | La Ezquisita-Tasca Bar    | José Orcajo                               |                 |
| 01/1990-         | 661-    | El Manolo y la Irene      | Manel Ferrer                              | El Papus        |
| 1990-presente    | 668-    | Seguridasosiá             | Maikel                                    |                 |
| 1990-2003        | 688     | Los Mendrugos             | Juan Álvarez/Jorge G.                     | Campus          |
| 1991-1995        |         | Mixturmix                 | Nieto/Antoni Garcés                       |                 |
| 02/1992-presente | 772-    | Clara... de noche         | Carlos Trillo/Eduardo Maicas/Jordi Bernet |                 |
| 02/1992          | 772     | Curro Corner              | Ozeluí                                    |                 |
| 1992-            | 775     | Kafre                     | Enrique Sánchez Abulí/Das Pastoras        |                 |
| 05/1992          | 780-    | Goomer                    | Nacho/Ricardo                             | El Pequeño País |
| 1992             |         | Urbe                      | Antoni Guiral/Pedro Espinosa              |                 |

### Renovación (1994-2005)
A mediados de los años 90 la revista se vio afectada por los fallecimientos sucesivos de Ivà, Miguel Ángel Nieto, El Perich y Gin, mientras que (en opinión de Lladó) «sus personajes más conocidos ya no aportan nada nuevo, ni ideológicamente ni con respecto al lenguaje». La revista se renovó, sin embargo, gracias a la incorporación de Manel Fontdevila y Albert Monteys a su consejo de redacción, lo que permitió la llegada de otros autores jóvenes.
| Años            | Números   | Título                                                 | Autoría                             | Procedencia             |
| --------------- | --------- | ------------------------------------------------------ | ----------------------------------- | ----------------------- |
| 1995            |           | Paco's Bar                                             | Albert Monteys                      | Nueva                   |
| 06/1995-06/2014 | 943-1933  | La parejita, S.A.                                      | Manel Fontdevila                    | Puta Mili como Emilia/o |
| 1995            |           | Encuesta                                               | Ja                                  | El Papus                |
| 1996-1997       |           | Bobot                                                  | Enrique Sánchez Abulí/Antoni Garcés |                         |
| 1996            |           | Pascual, mayordomo real                                | Idígoras & Pachi                    | Nueva                   |
| 1996            |           | Porca Miseria                                          | Pablo Velarde                       | Nueva                   |
| 1996-06/2014    | 1019-1933 | Tato, con moto y sin contrato                          | Albert Monteys                      | Nueva                   |
| 1997            |           | Amor & Masacre Storis                                  | Ja                                  |                         |
| 10/1997-06/2014 | 1064-1933 | Para ti que eres joven                                 | Manel Fontdevila, Albert Monteys    | Nueva                   |
| 1998-2000       |           | Los Chapas                                             | Bernardo Vergara/José Luis Ágreda   | Nueva                   |
| 1998-2006       | -1683     | Amigas las 3                                           | Pablo Velarde                       | Nueva                   |
| 1998-2003       | 1096-1405 | ¡España va bien!                                       | Gallego & Rey                       | Nueva                   |
| 1998            | 1118-     | Baldomero                                              | Albert Pallarés                     | Nueva                   |
| 1998            | 1118-2012 | Ortega y Pacheco                                       | Pedro Vera                          |                         |
| 1998            |           | Caspa radioactiva                                      | Darío Adanti                        |                         |
| 04/1999-2000    |           | Umberto Cebolla y los grandes inventos de la Humanidad | Lalo Kubala                         | Nueva                   |
| 1999            |           | Marisa, solidaria con visa                             | Sergi San Julián                    |                         |
| 1999            |           | Urbano                                                 | Bernardo Vergara                    |                         |
| 2000-           | 1215-     | Ángel Sefija                                           | Mauro Entrialgo                     |                         |
| 2000-2001       |           | Leyendas Urbanas                                       | Lalo Kubala                         |                         |
| 2001-2011       | 1273-1795 | Palmiro Capón                                          | Lalo Kubala                         | Kovalski Fly            |

En 2002, con la tirada estabilizada en torno a los 90 000 ejemplares, El Jueves mostró en su número 1.299 una caricatura de Ariel Sharón con rasgos porcinos y una esvástica nazi. El 22 de abril Shimon Peres, ministro israelí de Exteriores, la puso como ejemplo del neoantisemitismo en Europa durante la Conferencia Euromediterránea celebrada en Valencia. Debido a la exposición de esa portada ante las cámaras por parte de Peres, la revista apareció en medios de comunicación de todo el mundo. Surgen:
| Años            | Números   | Título                                    | Autoría                           | Otros datos                   |
| --------------- | --------- | ----------------------------------------- | --------------------------------- | ----------------------------- |
| 2003-           | 1346-     | Olegario Gandaria, profesor de secundaria | Albert Pallarés                   | Convertido en Acné, 4º de ESO |
| 2003-2011       | 1346-     | Lucía, gabinete de sexología              | Juan Álvarez/Jorge G.             |                               |
| 2004-           | 1422-     | La Reina y Yo                             | Guillermo                         |                               |
| - 2009          |           | La tita Virginia                          | Ozeluí                            |                               |
| 04/2005         | 1455-     | La Tierra está malita                     | Bernardo Vergara/José Luis Ágreda |                               |
| 04/2005-06/2014 | 1455-1934 | Silvio José, el buen parásito             | Paco Alcázar                      |                               |
| 2005            | 1483-     | Genaro... la brasa en casa                | Mel                               |                               |

2005 fue también el año en que se publicó la primera serie protagonizada por un personaje homosexual: Pepe Gay de Guillermo.

### RBA (2006-presente)
En 2006, Albert Monteys, uno de sus nuevos autores, era nombrado director de la revista y ésta obtenía por primera vez el galardón a la mejor revista en el Salón del Cómic de Barcelona. En diciembre, el grupo editorial RBA adquiría el 60 % del sello.
El 18 de julio de 2007, la portada de su número 1573 presentaba una caricatura de los entonces Príncipes de Asturias, manteniendo relaciones sexuales, lo cual motivó el secuestro de la publicación y una multa a sus dos dibujantes por parte de la Justicia.
| Años         | Números   | Título                     | Autoría                       | Otros datos |
| ------------ | --------- | -------------------------- | ----------------------------- | ----------- |
| 2006-2009    | -1683     | Obispo Morales             | Ja.                           |             |
| 2006-2009    | -1683     | Sauna paradise             | Carles Ponsí                  |             |
| 2006-06/2014 | 1504-1933 | Los Ilegales               | Bernardo Vergara              |             |
| 2007-        | 1557-     | Federik Freak              | Rubén Fdez.                   |             |
| 2007-2014    | 1564-1930 | Sexorama                   | Manuel Bartual                |             |
| 2007-        | 1586      | Pablo Arkada               | Oriol Jardí/Raúl Ariño        |             |
| 2008-        | 1645-     | Edgar trabaja en El Jueves | Edgar Cantero                 |             |
| 2009-        | 1650-     | ¡Anunciado en TV!          | Sergio Morán/José Luis Ágreda |             |
| 2009-        | 1658-     | Jano in corpore sano       | Bernal                        |             |
| 2009-        | 1684-     | Gran Circo Mundial         | López Rubiño                  |             |
| 11/2009-     | 1693      | 5 asaltos                  | Mel                           |             |
| 11/2009      | 1695-     | Zombie Life                | Igor                          |             |
| 12/2010-     | 1752-     | Horario de oficina         | Ricardo Peregrina             |             |
| 12/2010-     | 1752-1770 | ¡Infiernos!                | John Tones/Luis Bustos        |             |

En enero de 2011, Maite Quílez se convierte en nueva directora de la publicación. La tirada pasa de cien mil a 95 000 ejemplares. Colabora con la Fundación Gin, en la organización del Concurso de humor gráfico Gin.
| Años      | Números   | Título                   | Autoría               | Otros datos |
| --------- | --------- | ------------------------ | --------------------- | ----------- |
| 4/2011    | 1767      | Custodia compartida      | Judas                 |             |
| 5/2011    | 1771-     | Luismi y Lola            | Juanjo Cuerda         |             |
| 5/2011    | 1772-     | Sr. Alcalde              | Ozelui                |             |
| 5/2011    | 1772-     | A la puta calle!!!       | Kiko Da Silva         |             |
| 5/2011    | 1773-     | Moncloa Palace           | Xavi Morató/JotaJota  |             |
| 5/2011    | 1773-     | Internet, modo de empleo | Paco Sordo            |             |
| 5/2011    | 1773-     | Ranciofacts              | Pedro Vera            |             |
| 6-10/2011 | 1775-1795 | Ovidio                   | Azagra                |             |
| 8/2011    | 1786-     | Aquí hay tema            | Moderna de pueblo     |             |
| 8/2011    | 1786-     | 24 horas con...          | Rubén Fdez.           |             |
| 10/2011   | 1796      | Juan Magufo              | Mel                   |             |
| 1/2012    | 1807-     | Happy Sex                | Zep                   |             |
| 2/2012-   | 1814-     | Jonathan Drácula         | Juan Álvarez/Jorge G. |             |
| 5/2012-   | 1823-     | Borbón y cuenta nueva    | Ricardo Peregrina     |             |
| 2012-     | 1835-     | Deshechos históricos     | Julio A. Serrano      |             |
| 3/2014    |           | Erasmus                  | Xavi Morató/Triz      |             |
| 5/2014    |           | Niña pija                | Guille Martínez-Vela  |             |

El 16 de octubre de 2013 alcanza su número 1899, superando los 1898 números de la revista La Codorniz y convirtiéndose así en la revista satírica más longeva de la historia de España.
En junio de 2014, catorce de sus autores (Paco Alcázar, Manuel Bartual, Manel Fontdevila, Albert Monteys y Bernardo Vergara, entre ellos) abandonaron la revista después de que la editorial RBA no permitiera publicar una portada en la que se hacía referencia a la abdicación de Juan Carlos I. La editorial, en un primer momento, negó haber recibido presiones de la Zarzuela y adujo que el cambio de portada y el retraso en la salida de la revista (que llegó a los kioscos un día más tarde de lo habitual) se habían debido a problemas técnicos. Sin embargo, otras fuentes aseguraron que se habían llegado a imprimir 60 000 ejemplares en el momento en que se dio la orden de sustituir la portada. Nuevas series sustituyeron a las cerradas:
| Años            | Números   | Título                                      | Autoría                                                 | Otros datos |
| --------------- | --------- | ------------------------------------------- | ------------------------------------------------------- | ----------- |
| 06/2014-        | 1934-     | Cosa de dos                                 | Oriol Jardí/Jordi March                                 |             |
| 06/2014         | 1933-2085 | Pornopedia                                  | Julio A. Serrano                                        |             |
| 07/2014-        |           | Guía para sobrevivir                        | Guille Martínez-Vela/Modgi/Joan Ferrús/Guzmán           |             |
| 07/2014-        | 1936-1972 | Los alegres inquisidores                    | Ivanper                                                 |             |
| 09/2014         |           | Techno                                      | Jesús Martínez del Vas (JMV)                            |             |
| 09/2014-        | 1948-     | Coitus Imperfectus                          | Ricardo Peregrina                                       |             |
| 07/2015         | 1990      | Manuela y su gente, tiesos no, lo siguiente | Miki y Duarte (Manuel Luis Gallardo Muñoz, Kyko Duarte) |             |
| 07/2015         | 1991      | Dr. Villegas, psicología a lo loco          | Raúl Ariño/Joan Ferrús/Modgi                            |             |
| 07/2015         | 1991      | Las nenas                                   | Marta Masana/So Blonde                                  |             |
| 07/2015         | 1991      | Burka Babes                                 | Peter de Wit                                            |             |
| 07/2015         | 1991      | Ciencia Micción                             | Dani Gove                                               |             |
| 12/2015         | 2010      | Robocracia                                  | Ivanper/Igor                                            |             |
| 04/2016-10/2016 | 2029-2054 | Ciudadano de primaria                       | Mortimer                                                |             |
| 04/2016         | 2030      | Dolores y Lolo                              | Mamen Moreu/Ivan Batty                                  |             |
| 04/2016         | 2030      | No soy yo, eres tú                          | Andrea Torrejón/Xavi Morató/Escuin                      |             |
| 05/2016         | 2035      | Las notas del Profesor Migraña              | Raúl Salazar                                            |             |
| 06/2016         |           | Hay hambre                                  | Maribel Carod/Escuin                                    |             |
| 06/2016         |           | Hay salseo                                  | Dani Gove                                               |             |
| 06/2016         | 2036      | Mario el precario                           | Mario Morales                                           |             |
| 07/2016         | 2042      | Rompan filas                                | Juanjo Cuerda/Exteniente Segura                         |             |
| 08/2016         | 2047      | Abierto en canal                            | Álvaro Terán                                            |             |
| 01/2018         | 2123      | Te has pasado                               | Irene Márquez                                           |             |

La revista afronta así una renovación forzosa, que incluye la incorporación de nuevas firmas y la consolidación de los dibujantes más jóvenes, entre los que se cuentan Igor, Raúl Salazar, Juanjo Cuerda, Ivanper, Furillo, Dani Gove, Guzmán, Ricardo Peregrina, Danide, Terán o Irene Márquez. Bajo la dirección de Guille (Guillermo Martínez-Vela) la revista afronta el reto de mantenerse entre las publicaciones de papel más vendidas de España, en momentos de declive generalizado de la prensa de papel. Para ello, combina la incorporación de firmas veteranas del campo de la prensa, como Eneko o Kap, con el descubrimiento de nuevos valores, siendo especialmente significativa la incorporación de dibujantes femeninas, con firmas como Maribel Carod, Camille Vannier, Rocío Vidal, Arhoa Travé, Marta Massana, o Raquel Gu.
En enero de 2023 se anunció que, debido al incremento del coste del papel, la periodicidad de la revista pasaría de semanal a mensual a partir de febrero del mismo año. Este cambio en la periodicidad lleva aparejado un incremento en el número de páginas.

## Contenido
La publicación cuenta con 68 páginas, veinte de ellas dedicadas a la actualidad política, económica o social, en forma de chistes o tiras y siempre en tono satírico, y el resto, a las series de los distintos personajes.

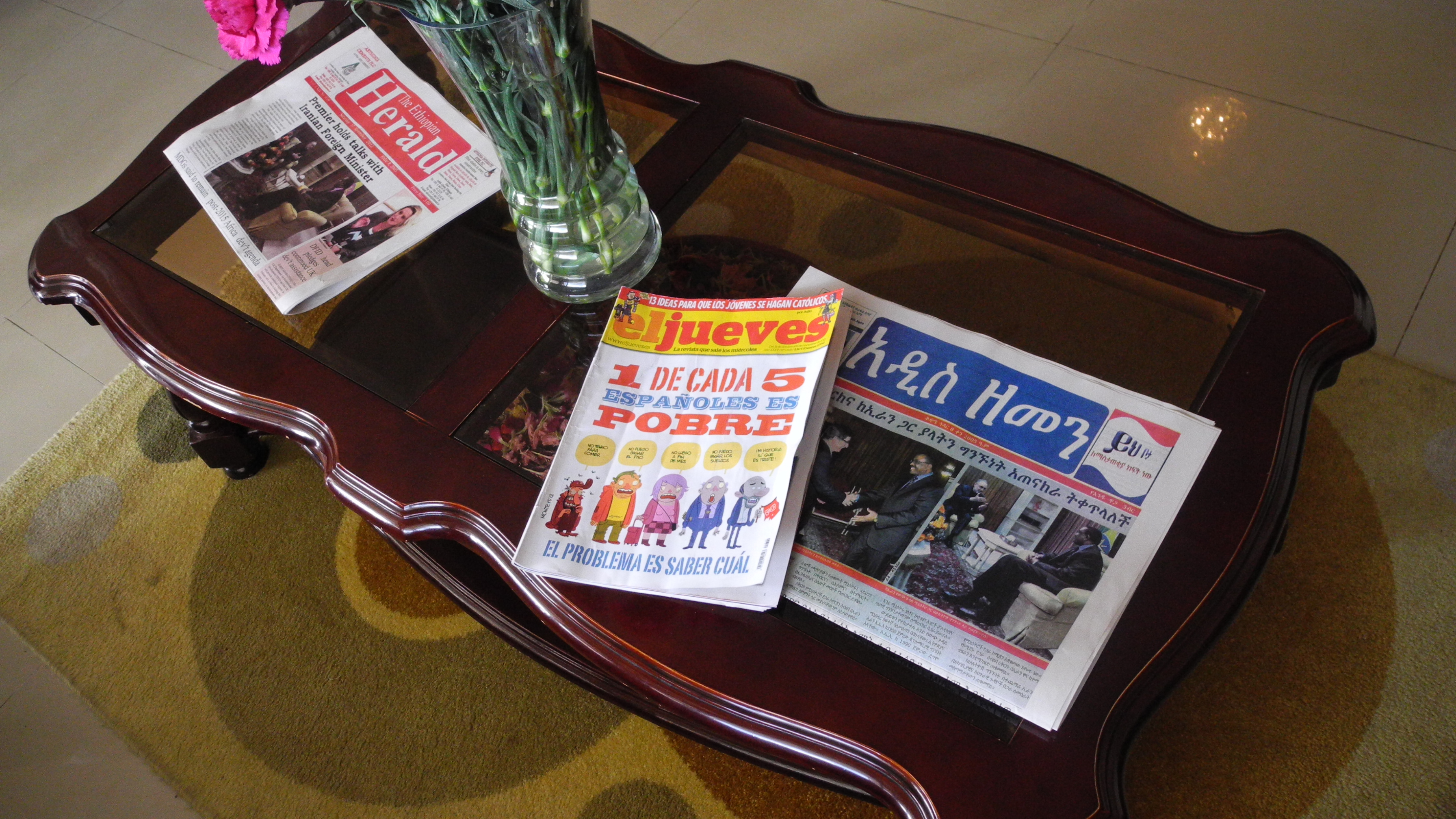
Ejemplar de El Jueves

De forma característica, la portada versa siempre sobre un tema de actualidad candente y es diseñada por alguno de los dibujantes colaboradores de la revista. Hay además una sección titulada Teníamos + portadas, que a doble página ofrece ocho diseños alternativos para la portada, realizados también por los diferentes colaboradores.
El Editorial analiza el tema de actualidad sobre el que versa la portada con el tono humorístico y sarcástico habitual, acompañado de un pequeño dibujo del bufón, mascota y símbolo de la revista, representado de forma que se le relacione con el tema del texto.
La doble página central suele ser un Póster con la caricatura de un personaje público realizada en el peculiar estilo de Joan Vizcarra.
Critica a muchas instituciones, organizaciones y protagonistas del panorama español e internacional, haciendo especial hincapié en las típicamente conservadoras, como la monarquía española; los partidos políticos de derechas, o la religión católica, presentando series como Martínez el facha, el Obispo Morales o ¡Dios mío! a este respecto. También son clásicas las que inciden en la escatología sexual como Clara... de noche o Puticlub.
Las series son, de todas formas, muy variadas y las hay hasta surrealistas como Grouñidos en el desierto o Caspa radioactiva. Muchas de las más recientes se vinculan a la vida de los jóvenes, como La parejita, S.A., optando por un costumbrismo amable.
Cada tres meses se publica una edición extra de entre 98 y 124 páginas sobre un tema determinado, que puede ir desde las Olimpiadas de Moscú a la prensa rosa.

### Otras secciones
Otras secciones han pasado por la revista a lo largo de su extensa historia, además de las mencionadas más arriba:
- Nonoticiero: cinco páginas con pequeñas viñetas y textos relativos a alguna noticia de la semana, generalmente aquellas que por recientes no han podido ser incluidas en la portada o en las secciones de análisis de actualidad del principio, contada de forma sarcástica. Dentro de esta sección hay asimismo tres subsecciones:
  - Pisito de soltero: tira cómica de Guillermo protagonizada por un Jaime de Marichalar que, recién divorciado, debe afrontar su nueva vida de soltero, en la que se producen diferentes situaciones cómicas. Suele aparecer dentro del Nonoticiero, aunque no siempre lo hace.
  - La memoria siniestra: texto firmado por Carmelo el del Catalejo en el que contrasta declaraciones divergentes pasadas y presentes de algún personaje famoso, generalmente (aunque no siempre) del ámbito político.
- El gilipollas de la semana: viñeta no siempre firmada por el mismo dibujante dedicada a algún personaje destacado durante la semana por alguna declaración o acto juzgado por la revista como criticable.
- La pregunta de la semana: sección en la que un colaborador de la revista explica alguna cuestión de explicación difícil de forma clara y divertida.
- Recortes de la prensa seria: colección de varios titulares reales pero sorprendentes aparecidos en la prensa. Los más extraños aparecen rodeados por un círculo rojo, y en ocasiones otros aparecen enmarcados en un marco amarillo con el título "el supertitular"/"la supernoticia" si es una noticia de notoria irrelevancia o "el día y la noche del [día de la noticia en cuestión]" si se trata de dos o más titulares aparecidos en periódicos de diferente tendencia política y que, a consecuencia de ello, son evidentemente divergentes.
- Galería vips (Guillermo): tira cómica cuyas viñetas imitaban celdas de cárcel en las que aparecían en diversas situaciones cómicas generalmente referentes a temas de actualidad diversos personajes populares de la sociedad española actualmente encarcelados: Julián Muñoz, Iñaki de Juana, Farruquito, etc. En la última viñeta, denominada "celda de castigo", aparecía cada semana un personaje diferente, usualmente un personaje anónimo dibujado con melena y barba pobladas y torturado con algún artilugio, que explicaba el motivo de su encarcelamiento, algo nunca motivo de penalización pero que, por ir a contracorriente de la dirección de la mayoría de la sociedad, aparece exagerado como un gravísimo delito.
- Ocurrió cerca de tu casa (Carlös): página con seis viñetas en las que el autor mostraba diferentes situaciones cómicas derivadas de un tema con un humor negro, salvaje, irreverente y muchas veces con escenas sangrientas. Posteriormente llamado Hot Dog. Actualmente sigue apareciendo pero son ediciones repetidas llamadas 6 flashes de magnesio. En su último número hasta la fecha, Carlös anunció que su descanso sería temporal, por lo que es probable que la serie vuelva.
- Lo que nunca sale por la tele (Azagra): una página completa con una serie de pequeñas viñetas con noticias, convocatorias y reivindicaciones diversas del ámbito de la izquierda.
- Dinero (Miguel Brieva): gran viñeta de media página en la que se imagina un mundo futuro ferozmente capitalista y consumista en un tono fuertemente sarcástico.
- Teletipo (Pepe Colubi): tres o cuatro textos en los que se analiza la actualidad del mundo televisivo, con una caricatura realizada por Carbajo de algún personaje del que se hable en los textos.
- Garrote Vil (Carlös): media página donde se da un dibujo y se reta a los lectores a que le pongan subtítulos al igual que en "Ocurrió cerca de tu casa". En la primera viñeta aparece el ganador anterior y en la segunda la propuesta de la semana.
- En familia: dos páginas con cartas de los lectores, fotografías de turistas mostrando la revista en algún lugar del mundo, etc.
- Forges Story (Forges): página dibujada por Forges con su peculiarísimo y popular estilo.
- 6 flashes de magnesio (Carlös): página con seis viñetas en las que el autor muestra diferentes situaciones cómicas derivadas de un tema con un humor negro, salvaje, irreverente y muchas veces con escenas sangrientas.
- Correo basura: selección de fotografías y textos graciosos extraídos de Internet.
- Grancircomundial (López Rubiño): una página completa con cuatro viñetas sobre un tema determinado.
- La guinda final: tres páginas sobre algún tema no siempre de actualidad y no siempre realizado por el mismo dibujante que cierran la revista.
- Gas de la risa: varios autores
- 5 asaltos: Mel
- ¡Manda Güevos! (Edgar Cantero/Escuin): páginas que recuerdan a un periódico cuyas noticias destacan por su evidente contenido surrealista.
- The Thursday News (Joan Ferrús/Modgi/Santi Orúe/Proscojoncio): Parodia de clásico periódico en el que se realiza un repaso a la actualidad desde un punto de vista ácido y sarcástico.
- Quirófano Loco (Juanjo Cuerda): sección de parecidos razonables.
- La Guillotina (Isaac Rosa/Juanjo Cuerda): artículo de opinión escrito por Isaac Rosa e ilustrado por Juanjo Cuerda.
- Juevflix (Santi Orúe): fotomontajes paródicos de carteles de películas actuales con personajes de actualidad como protagonistas.

### Moncloa Palace
En 2008 crean su primera historieta virtual hecha en formato de dibujo animado digital, llamada Moncloa Palace (Palacio de la Moncloa en español). La historieta es una parodia a la situación política reciente de España, especialmente en cuanto al gobierno de José Luis Rodríguez Zapatero (y, desde 2011, el de Mariano Rajoy), de hecho el personaje principal de la serie se inspira en ellos. Se ambienta en un edificio que imita al Palacio de la Moncloa donde ejerce sus funciones el presidente del Gobierno asesorado por sus ministros y donde de vez en cuando se dan apariciones de personajes de la política internacional como algunos otros personajes. La serie animada muestra a un presidente (José Luis o Mariano) muy disparatado, proponiendo soluciones irrealizables o alejadas de la realidad para los problemas que vive el país. Asimismo, se producen situaciones insólitas que ponen en ridículo a ratos al gobernante y a sus cercanos. También vive situaciones embarazosas provocadas por otros, como asaltos o intentos de asesinato.

## Polémicas

### 1977
En 1977 fue secuestrado su número 7, titulado «Lefebvre se cisma en el Papa», cuya portada se refería a Marcel Lefebvre y al papa Pablo VI.

### 2006
En el caso de las caricaturas de Mahoma, El Jueves practicó la autocensura, titulando la portada de su número 1498 con la frase Íbamos a dibujar a Mahoma... ¡Pero nos hemos cagado!.
Seis años después, y ante los disturbios islamistas de septiembre de ese año, El Jueves jugaba a la ambigüedad al presentar en portada a varios musulmanes arquetípicos posando en una rueda de reconocimiento policial bajo el título «Pero... ¿alguien sabe cómo es Mahoma?».

### 2007

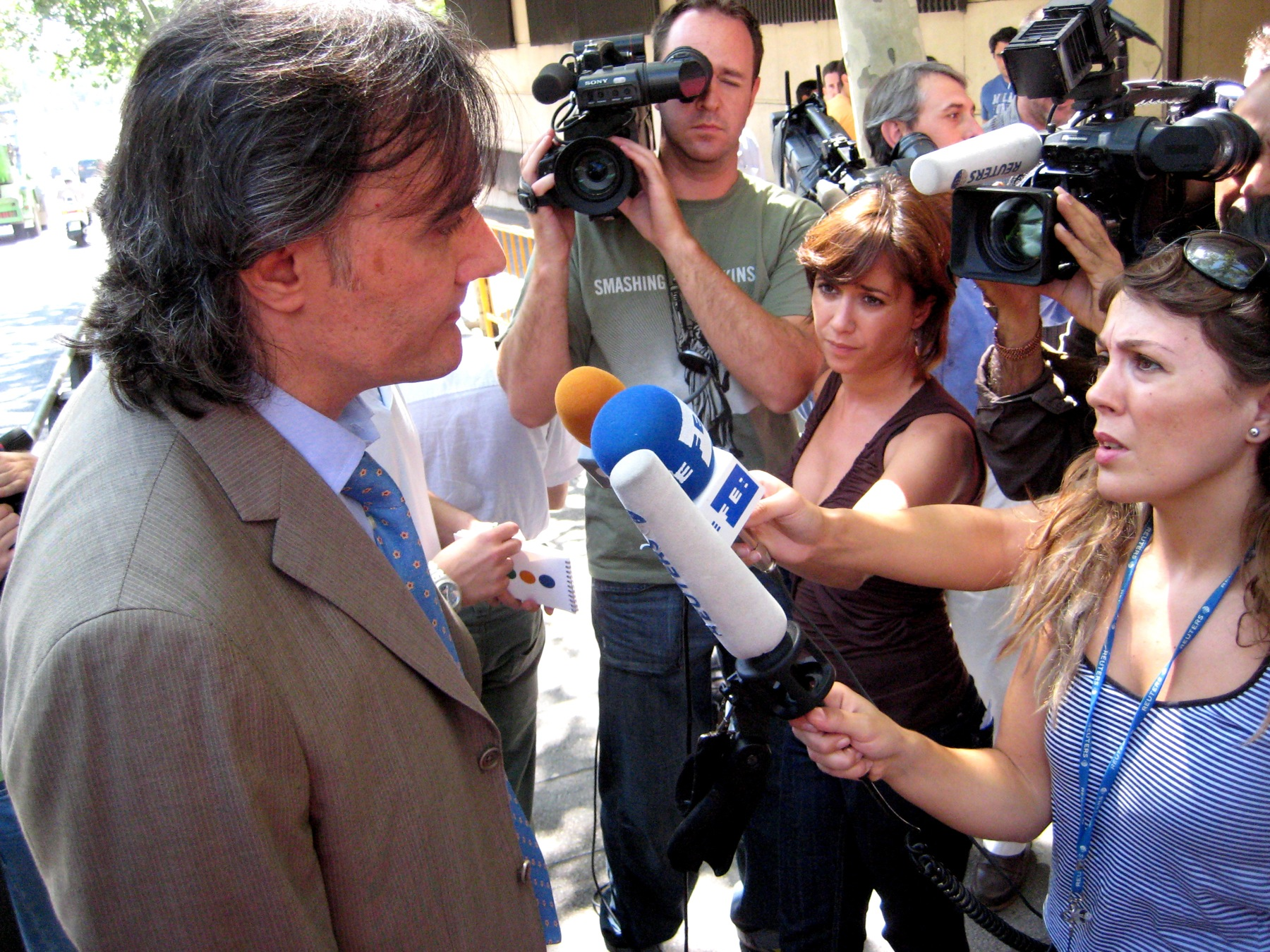
Guillermo, el autor de la portada condenado en 2007, a la salida de la Audiencia Nacional

El 18 de julio de 2007, la portada de su número 1573 presentaba una caricatura de los Príncipes de Asturias, manteniendo relaciones sexuales. Dos días después, por orden de Juan del Olmo, juez de la Audiencia Nacional, la revista fue retirada, calificándose en el auto judicial a la portada como «claramente denigrante y objetivamente infamante». El autor, por su parte, afirma que «lo mejor es que me corten la mano derecha», que en ningún lugar de la portada «se dice que los dibujos sean de Felipe y Letizia», que «a quienes he dibujado es a Tom Cruise y Katie Holmes» y que la decisión judicial es «para reírse». Por su parte, el director del Jueves afirmó que «nuestra idea era burlarnos de la medida electoralista de Zapatero y los 2500 euros». El 13 de noviembre de 2007, el juez condenó a cada uno de los dibujantes a pagar 3000 euros de multa tras declararlos culpables del delito de injurias al príncipe heredero, previsto en el artículo 491.1 del Código Penal. A causa de ello, su subtítulo cambió a «la revista que secuestran los viernes» (desde el número 1575 hasta el 1590) y «la revista que condenan los martes» (número 1591).
La lucha legal sigue en el Tribunal Europeo de Derechos Humanos.

### 2014
El número 1932, de junio de 2014, salió a la calle un día más tarde de lo habitual tras cambiar en la edición impresa la portada prevista, que aparecía en la web y en la primera edición digital de este número de la revista. La portada, confeccionada por Manel Fontdevila con motivo de la abdicación del rey Juan Carlos I de España, estuvo presente en la web de El Jueves, en las redes sociales y en las primeras horas de la edición digital. Sin embargo, el miércoles la revista no llegó a los quioscos y la portada de Manel Fontdevila fue eliminada por completo de la web de El Jueves y sustituida por una anterior sobre Pablo Iglesias, líder de Podemos, que, según palabras de la propia directora, iba a ir en el interior, en la sección «teníamos más portadas». La versión oficial fue de un error a la hora de imprimir las portadas, pero pronto empezaron a aparecer noticias con otras informaciones. El periódico digital ElDiario.es publicó que 60 000 ejemplares ya impresos habían sido destruidos y que la decisión del cambio de portada había publicado un conflicto entre algunos colaboradores de la revista y su editorial. Colaboradores habituales, como Albert Monteys o Manuel Bartual, citaban esta noticia como cierta en las redes sociales. El jueves 5 de junio por la noche varios de los principales colaboradores de la revista ya habían anunciado en las redes sociales que la abandonaban a causa de este escándalo, entre ellos Fontdevila, Monteys, Bartual, Rosa, Guillermo, Alcázar, Vergara y Bustos.
Los dibujantes que abandonaron la revista acabaron creando otra nueva con el nombre de Orgullo y Satisfacción, de carácter mensual y en formato digital. En enero de 2017 la nueva revista digital anuncia el cierre a final de ese mismo año debido a no alcanzar las suscripciones necesarias para mantener la revista.

### 2016
El 11 de mayo de 2016, Mayte Quílez, directora de la revista, sufrió una agresión en la puerta de su casa el mismo día que El Jueves publicaba una portada con el título «Plaga de Nazis. La ultraderecha crece en Europa». Quílez dejó la revista en junio, tras llegar a un acuerdo con la editorial. Era directora de la revista desde 2011 y trabajaba en la redacción desde su fundación en 1977.

### 2017
El 22 de febrero de 2017, publicada la sentencia del caso Nóos que determinaba una condena de cárcel de seis años y tres meses para Iñaki Urdangarin, El Jueves publicó una portada en la que aparecían el propio Urdangarin y la infanta Cristina de Borbón manteniendo relaciones sexuales en prisión. El titular de la portada rezaba: La infanta irá a la cárcel. Pero sólo a los vis a vis. Esta portada recordaba a la que 10 años atrás fuera retirada y condenada por orden de la Audiencia Nacional. En esta ocasión, aunque la portada acaparó la atención de numerosos medios e incluso fue valorada negativamente por el abogado de la infanta Cristina, su aparición en puntos de venta no sufrió ningún contratiempo.
En noviembre el Juzgado de Instrucción número 20 de Barcelona imputó a Guille (Guillermo Martínez-Vela) y Joan Ferrús, director y subdirector respectivamente de la revista, por un presunto delito de injurias tras la denuncia del Cuerpo Nacional de Policía por un artículo publicado en la web de la publicación. Pocos días después más de cien humoristas firman un manifiesto con el nombre de Humor Amenazado en contra del acoso y los límites que se intentan poner a la profesión. En mayo de 2018, la jueza de instrucción dio cuenta a la fiscalía para que presentara un escrito de acusación, al haber apreciado indicios de delito en dicho artículo; sin embargo, la Audiencia de Barcelona acabó archivando el considerar que el artículo era un simple ejercicio de la libertad de expresión.

### 2021
En julio de 2021 la revista publicó unas viñetas donde parodiaban la colección de cromos de los 80 La pandilla basura bajo el nombre de La pandilla voxura donde satirizaban a varios miembros de Vox como Santiago Abascal, Macarena Olona o Javier Ortega Smith. En respuesta a esta publicación, desde la cuenta oficial en Twitter de Vox se llamó a los ciudadanos a pedir responsabilidades cuando le vean salir de su despacho a Ricardo Rodrigo Amar, el presidente del grupo editor de la revista, RBA, lo que suscitó manifestaciones de apoyo a El Jueves desde otros medios periodísticos y políticos.

## Autores
Relación de dibujantes, guionistas y escritores que colaboran o han colaborado regularmente en la revista:
- Darío Adanti
- José Luis Ágreda
- Paco Alcázar
- Juan Álvarez
- Raúl Ariño
- Asier y Javier
- Aurelio
- Azagra
- Toni Batllori
- Manel Barceló
- Manuel Bartual
- Ivan Batty
- José Antonio Bernal
- Jordi Bernet
- Luis Bustos
- Andreu Buenafuente
- Bié
- Miguel Brieva
- José Luis Cabañas
- Edgar Cantero
- Carlös
- Maribel Carod
- Pepe Colubi
- Joan Cornellà
- Juanjo Cuerda
- Danide
- Kyko Duarte
- Eneko
- Mauro Entrialgo
- Escuin
- Ramón de España
- Pepe Farruqo
- Fer
- Rubén Fdez.
- José María Ferrer Sirvent
- Joan Ferrús
- Manel Fontdevila
- Forges
- Furillo
- Iu Forn
- Antoni Garcés
- Jorge G.
- José Gallego
- Gin
- Dani Gove
- Gras
- Guille
- Guillermo
- Guzmán
- Hormigos
- Idígoras y Pachi
- Igor
- Irene Márquez
- Ivà
- Ivanper
- Ja
- Oriol Jardí
- Jate
- Jota Jota
- Julius
- Kap
- Arturo Kemchs Dávila
- Kiko da Silva
- Kim
- Krüget
- Lalo Kubala
- Leandro
- Philippe Lejeune
- Lluïsot
- Alfonso López
- López Rubiño
- Eduardo Maicas
- Maikel
- Maitena
- Malagón
- Manel
- Carmelo Manresa
- Jordi March
- Jesús Martínez del Vas
- Mariel Soria
- Andreu Martín
- J.L. Martín
- Martínmorales
- Marta Masana
- Mario Morales.
- Xavi Morató
- Mamen Moreu
- Mortimer
- Ricardo
- Mel
- Miki
- Paco Mir
- Modgi
- Albert Monteys
- Morán
- Xavi Morató
- Nacho Moreno
- Óscar
- Miguel Ángel Nieto
- Oli
- César Oroz
- Santi Orúe
- Ozeluí
- Albert Pallarés
- Palomo
- Julio César Parissi
- Jorge Parras
- Das Pastoras
- Pelut
- Ricardo Peregrina
- Perich
- Carles Ponsí
- Miguelanxo Prado
- Proscojoncio
- Quino
- Raf
- Juan Carlos Ramis
- Jean-Marc Reiser
- Julio Rey
- Emilio Rioja
- Ana Belén Rivero
- Tom Roca
- Xavier Roca
- Romeu
- Raúl Salazar
- Enrique Sánchez Abulí
- Julio A. Serrano
- Serre
- Miguel Ángel Rodríguez "El Sevilla"
- So Blonde
- Paco Sordo
- Tabaré
- Álvaro Terán
- Tha
- Joan Tharrats
- Tom
- Toni
- Andrea Torrejón
- Carlos Trillo
- Rafael Vaquer
- Pablo Velarde
- Enrique Ventura
- Pedro Vera
- Bernardo Vergara
- Viuti
- Vicens Vives
- Joan Vizcarra